# 33P/Daniel
32P/Daniel – kometa okresowa, należąca do rodziny komet Jowisza.

## Odkrycie i nazwa
Kometę tę odkrył astronom Zaccheus Daniel 7 grudnia 1909 roku w Halsted Observatory (Princeton University, New Jersey).
W nazwie znajduje się zatem nazwisko odkrywcy.

## Orbita komety
Orbita komety 32P/Daniel ma kształt elipsy o mimośrodzie 0,46. Jej peryhelium znajduje się w odległości 2,16 j.a., aphelium zaś 5,89 j.a. od Słońca. Jej okres obiegu wokół Słońca wynosi 8,07 roku, nachylenie do ekliptyki to wartość 22,39˚.

## Właściwości fizyczne
Jądro tej komety ma średnicę ok. 2,6 km.